# Meduze
Meduze su morfološki oblik unutar dva razreda žarnjaka, režnjaka i obrubnjaka. Oba razreda su dio koljena žarnjaka. Meduzama se, dakle, naziva samo jedan životni stadij tih životinja tijekom kojeg vodi slobodno plivajući način života.  
Hrvatska imena za ove životinje su: pizdacina (Komiža), putamarina (Malinska), pizdejica (Račišće), pizdurinka (Murter), suza (Porat na Krku), čoka (Kaštel-Kambelovac), bulierga (Boka), zlogodine (Orebići), misečina (zabilježio Skok), misecina (Baška), grandulja (Ist), gljandura (Sali), zatim klobuk (Lovište, Slano, Mlini, Cavtat), klobučina (Martinšćica na Cresu, Nerezine), zaladija (Senj).
Drugi morfološki oblik ova dva razreda su polipi i razmnožavaju se bespolno, pupanjem. To je sesilni oblik života režnjaka (Scyphoza) i obrubnjaka (Hydrozoa). Prema latinskim imenima, morfološki oblici ova dva razreda nazivaju se skifomeduze i skifopolipi odnosno hidromeduze i hidropolipi. Iako meduze žive najčešće u moru, postoje i vrste koje žive u boćatim i slatkim vodama. Jedna vrsta porijeklom iz istočne Azije, od 1880. pojavljuje se i u europskim rijekama.
Meduze nastanjuju svjetska mora već duže od pola milijarde godina.

## Osobine
Izgled meduza podsjeća na zvono, kišobran ili klobuk, a rjeđe na disk. Obod meduze može imati nabrani obrub nazvan velum što služi kao jedna od glavnih osobina pomoću kojih se razlikuju skifomeduze od hidromeduza. 
Tijelo meduza građeno je od dva sloja stanica:
- ektodermni, vanjski dio, i
- endodermni, unutrašnji dio.

Između ova dva sloja nalazi se želatinozna masa, t.zv. mezogleja. To je masa u kojoj nema stanica a povezuje ova dva sloja, te im istovremeno daje i određenu čvrstoću. U unutrašnjosti je šupljina sa samo jednim otvorom koji je istovremeno usni i analni. Oko tog otvora je niz lovki, koji se ponavlja i na obodu tijela meduze. 
I vanjski i unutrašnji sloj tijela meduze građen je od epitelno-mišićnih stanica, koje nisu prave epitelne ali niti prave mišićne stanice, a imaju ulogu i jednih i drugih. Sastoje se od jednog proširenog dijela koji ima ulogu epitelnog, i na njega nastavljenog izduženog dijela s ulogom mišićnog vlakna.
Kontrakcija mišićnih vlakana vanjskog sloja izaziva izduživanje i skraćivanje tijela i lovki, dok kontrakcije unutrašnjeg sloja izaziva skupljanje i širenje tijela. Ovi pokreti su im dovoljni da se kreću lebdeći u vodi, ispupčenom stranom okrenutom u smjeru kretanja. Pri tome kreću koso prema gore, da bi se nakon toga pustile mirno da tonu prema dole. Krećući se na taj način, one dosižu brzinu od oko devet km/h.
Kod meduza se prvi put pojavljuje živčani sustav i to u najjednostavnijem obliku. To je t.zv. "mrežasti živčani sustav" sastavljen od živčanih stanica u obliku zvijezde, koje su međusobno povezane u mrežu. Kada se meduzi dotakne jedna lovka, zgrči se cijelo tijelo, jer se nadražaj mrežom prenosi cijelim tijelom.
Većina meduza imaju duge lovke koje su "opremljene" žarnim stanicama. One se koriste za lov, ali i za obranu. Žarne stanice luče otrovni sadržaj. Dodirne li se Cnidrocil, nastavak žarne stanice, žarna čahura ona pukne i pod pritiskom od 150 bara izbacuje žarnu nit koja na svom kraju ima harpunasti završetak. Istovremeno, na taj način u tkivo koje ju je dodirnulo, prenosi otrov sadržan u žarnoj stanici. Ovo je jedna od najbržih reakcija poznatih u čitavom životinjskom svijetu. Kad je otrov izbačen, meduza odbacuje iskorištenu žarnu čahuru, i gradi novu. 
Divovske meduze, kao Stomolophus nomurai, mogu doseći promjer klobuka i veći od 2 metra a težinu i iznad 200 kg. No, tijelo meduza sadrži čak 99% vode.

## Razmnožavanje i smjena generacija
Meduze su životni oblik koji ima odvojene spolove i spolno se razmnožava. Spolovi se međusobno morfološki ne razlikuju. Razlika se ogleda na način, da muške jedinke "proizvode" spermije, a ženske jajne stanice. Nakon izbacivanja jednih i drugih stanica iz tijela meduza, oplodnja se odvija u vodi. Iz oplođenog jajašca razvija se trepetljikava ličinka, planula. Nakon nekog vremena ova ličinka pada na dno mora, pričvrsti se za podlogu, i iz nje se razvija polip.
Osim osnovne građe tijela, polip se od meduze razlikuje svim drugim svojstvima:
- obliku - polip ima oblik cilindra;
- načinom života - jednim svojim krajem pričvršćen je za podlogu i vodi sesilni život;
- načinom razmnožavanja - polipi se razmnožavaju bespolno, pupanjem, meduze se razmnožavaju spolno.

To je bio razlog zbog kojega su zoolozi polipe sve do druge polovine 19. stoljeća nazivali biljnim životinjama, ili Zoophita.
Kod ovih životinja dolazi do "smjene generacija". Meduze stvaraju spolne stanice koje se stapaju u vodi i razvija se u ličinku koja neko vrijeme živi kao plankton. Zatim se spušta na dno i prelazi u oblik polipa iz kojeg se zatim, nespolnim putem, razvijaju meduze (slika gore desno). 

## Opasnost
Otrov iz lovki meduza kod čovjeka izaziva bol sličnu opeklini, crvenilo kože ili plikove, osip i otok. Ako se ne tretira, djelovanje se može usporediti s opeklinom, od čega još mjesecima ostaje vidna promjena pigmentacije pa čak i ožiljak. Otrov nekih vrsta može izazvati poteškoće s disanjem, povraćanje ili čak gubitak svijesti. Posebno je opasno djelovanje otrova australske morske ose, koje može izazvati i smrt čovjeka.

## Mjere prve pomoći
Nakon susreta s meduzom, treba po mogućnosti sačuvati mir i pažljivo otresti životinju te izaći iz vode. Ljudi koji pomažu pogođenom trebaju ga smiriti da se izbjegne nepotrebno kretanje a time i dodatno utrljavanje žarnog otrova u tijelo. 
Mjesto koje je bilo u dodiru s meduzom treba ispirati slanom vodom, kako bi se lovke isprale. Ne smije ih se nikako pokušati odstraniti golim prstima. Osim toga, kožu se ne smije trljati, jer bi se time izazvalo daljnje pucanje žarnih stanica.
Kad se odstrane sve lovke, treba deaktivirati preostale žarne čahure. U tu se svrhu preporučuje korištenje običnog octa. Treba ga doliti na pogođeno mjesto i ostaviti ga djelovati. Svojim će osmotskim djelovanjem spriječiti daljnje pucanje žarnih čahura. Ako nema pri ruci octa, može poslužiti urin ili limunov sok. U svakom slučaju, nikako ne koristiti slatku vodu ili alkohol.

## Podrijetlo imena
Meduze su dobile ime po priči iz grčke mitologije o Meduzi, jednoj od tri Gorgone, krilate sestre-aveti, kćerke Forkisove. Meduza je bila vrlo lijepa, dok se nije zamjerila božici Ateni koja je njenu do tada prekrasnu kosu pretvorila u zmije otrovnice.

## Vrste
- Olindias formosa, rijetka južnoamerička vrsta

## Vanjske poveznice
- Detalji o uzgoju meduza u berlinskom zoološkom vrtu  Arhivirana inačica izvorne stranice od 11. siječnja 2008. (Wayback Machine)
- Jellyfish Image Catalogue (engl.)  Arhivirana inačica izvorne stranice od 4. siječnja 2008. (Wayback Machine)
- Quallen  Arhivirana inačica izvorne stranice od 10. ožujka 2008. (Wayback Machine)
- Gelée de mer  Arhivirana inačica izvorne stranice od 13. veljače 2008. (Wayback Machine)
- British Marine Life Study Society – Jellyfish Page

|  | Zajednički poslužitelj ima stranicu o temi Meduze |